# Králík divoký
Králík divoký, též králík evropský (Oryctolagus cuniculus) je původně jihoevropský druh králíka, který žije od středověku též na území Česka. Patří mezi lovnou zvěř. Jeho domestikací vznikl králík domácí. Je to jediný zástupce rodu Oryctolagus.

## Stavba těla

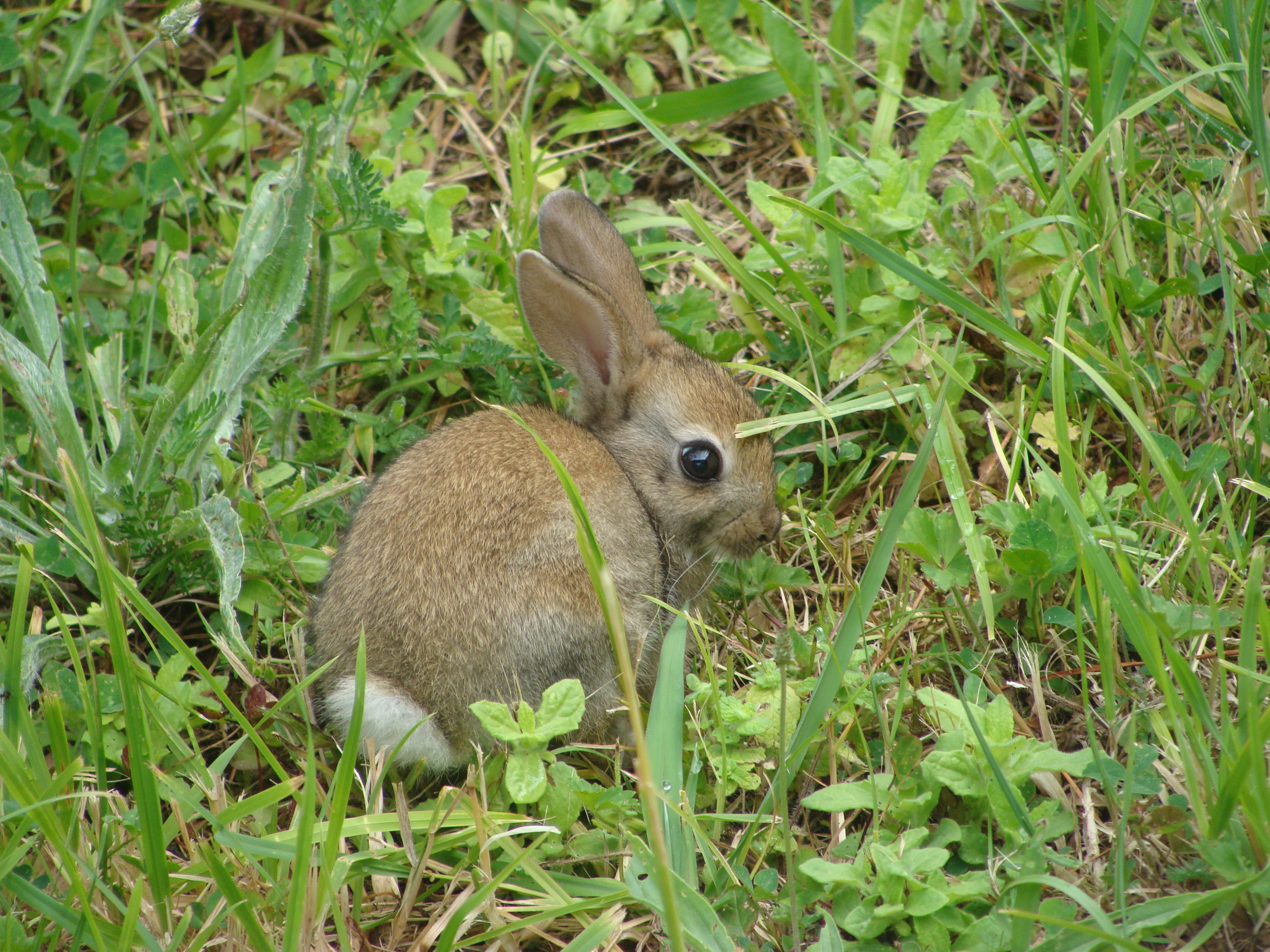
Mladý jedinec ve Španělsku

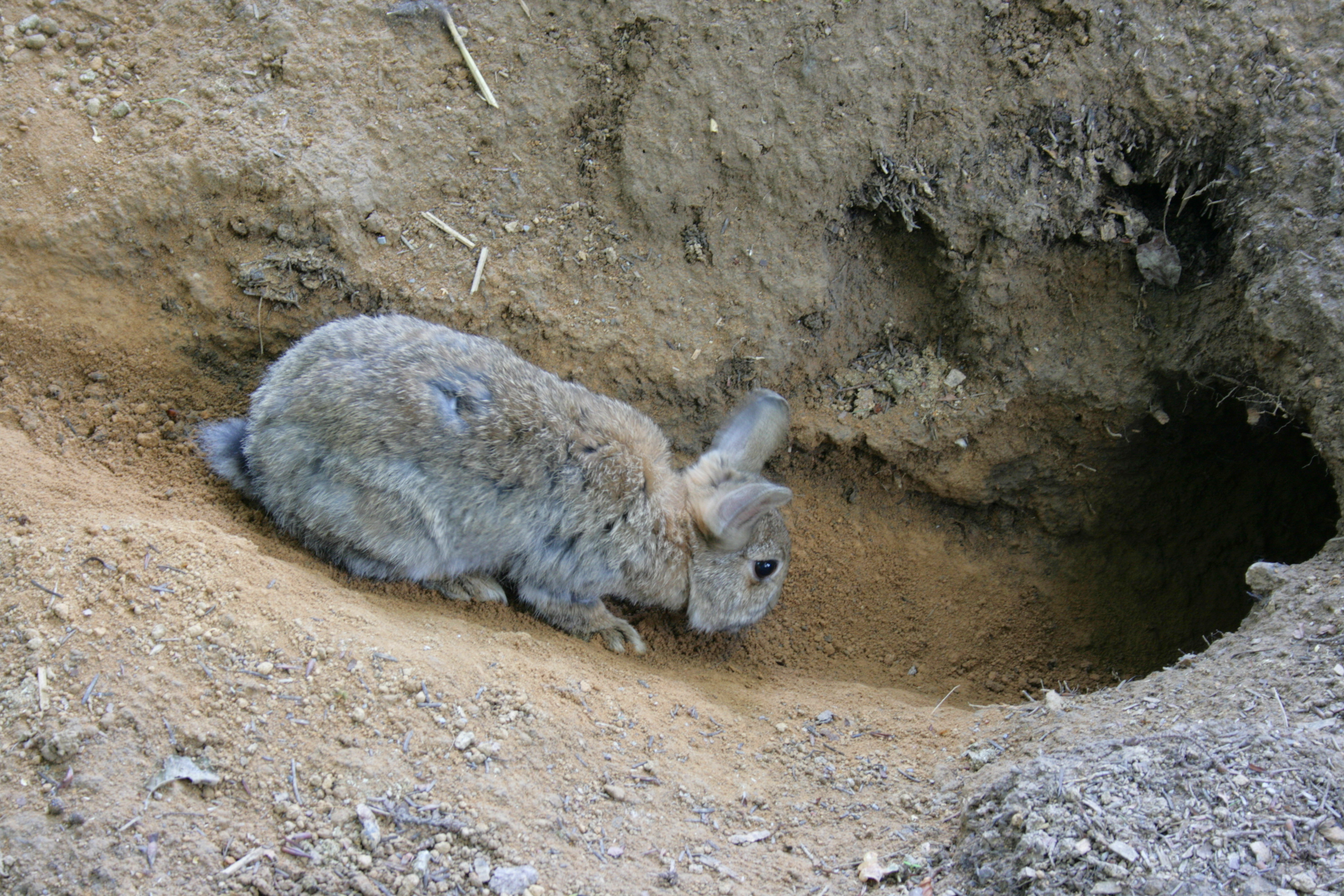
Králičí nora i se svým obyvatelem

Králík divoký dosahuje délky těla 40–50 cm, ocásek měří asi 6 cm, hmotnost se pohybuje od 1,3 do 2,5 kg. Postavou se podobá zajíci, je však asi o polovinu menší, má kratší uši i končetiny. Nepoměr mezi délkou předních a zadních končetin není tak výrazný jako u zajíce a přední končetiny jsou silnější. Uši králíka měří 6–8 cm a pokud ucho přehneme, nepřesahuje čumák králíka. Uši také nikdy nemají černou špičku. Zbarvení divokého králíka kolísá v odstínech pískové a hnědé, s šedými tóny. Na břiše je světlejší, nápadný je bílý ocásek. Vyskytují se i barevné odchylky, zvláště melanismus. Králice se od samce pozná podle jemnější a kulatěji utvářené hlavy, obvykle bývá menší.

## Rozšíření
Původní domovinou králíka divokého je jihozápadní Evropa, zvláště Pyrenejský poloostrov a jižní polovina Francie. Uvádí se, že králíci divocí dali jméno Španělsku, i když se jednalo v podstatě o omyl. Když staří Féničané osídlili počátkem 1. tis. př. n. l. Pyrenejský poloostrov, všimli si velkého množství králíků, které však pokládali za drobné kopytníky damany, vyskytující se na Blízkém východě, odkud Féničané pocházeli. Proto nově objevené zemi dali jméno i-saphan-im „Damaní ostrov“, z čehož vzniklo latinské jméno Hispania a z něj i české jméno Španělsko. Záměna ovšem fungovala i opačně, v Bibli Kralické, například v Levitiku a Knize přísloví, jsou damani označováni jako králíci.
V původním areálu patří mezi silně ubývající druhy a jeho populace je decimována infekčními chorobami, zvláště myxomatózou. Již od starověku však byl introdukován do řady nových oblastí, např. do střední Evropy či na Britské ostrovy. Na Baleárách způsobilo vysazení a následné přemnožení králíků za císaře Augusta takovou ekologickou katastrofu, že na hubení králíků musely nastoupit římské legie. Staří Římané totiž velmi rádi jedli maso králíků a jejich mláďat, dokonce i nenarozených. Králíci tak obsadili téměř celou Evropu až po jižní Skandinávii, Rusko a Kavkaz. Později, v době objevných plaveb, byl vysazován v mimoevropských oblastech, místy s vyloženě katastrofálními následky. V Austrálii je králík, který zde nemá přirozené nepřátele, považován za jeden z nejhorších invazních druhů a snaha o kontrolu jeho populace odčerpává obrovské sumy ze státních rozpočtů. Králíci byli vysazeni též v Chile nebo na některých ostrovech v Pacifiku.

## Králík divoký v Česku
V Česku byl králík divoký vysazován již ve středověku, zřejmě od 14. stol. Později měli např. Rožmberkové v 16. stol. poblíž zámečku Kratochvíle oboru pro chov králíků. Z obor králíci unikali do volnosti, kde postupně vytvořili stálé populace. Dříve byl v Česku divoký králík významnou lovnou zvěří, např. ve 30. letech 20. stol. se v Česku ulovilo až 250 000 králíků. Roku 1956 však jeho stavy zredukovala infekční myxomatóza. Od té doby se epidemie opakují v nepravidelných intervalech a králíků silně ubylo. Význam divokých králíků pro myslivost je nepatrný a po roce 2000 roční odstřel nepřesahuje několik desítek kusů. Dříve se k lovu králíků často užívala ochočená fretka nebo se chytali do sítí.

## Prostředí
Králík divoký žil původně v křovinatých porostech středomořského typu a stálezelených světlých lesích. Ve střední Evropě obývá nejčastěji nižší polohy do 450 m n. m. Preferovaným biotopem jsou suché louky, stepi, polní remízky, stráně a okraje lesů, zvláště borových. Např. v Německu a v Anglii si oblíbil vřesoviště. Králíci preferují suché prostředí s mírnými zimami a propustnou půdu, v níž se jim dobře hrabou nory. Králíci se dobře adaptovali na život v kulturní krajině, kde osidlují staré lomy a pískovny, železniční náspy nebo výsypky po těžbě uhlí.

## Způsob života
Králíci divocí jsou společenská zvířata. Žijí v koloniích tvořených jednotlivými rodinami. Králičí rodina společně obývá jednu noru či systém nor a tvoří ji samec, jedna či více samic a mláďata. V kolonii panuje hierarchie, dominantní samci osidlují nejbezpečnější nory ve středu kolonie a páří se s více samicemi. Ostatní rodiny žijící na kraji kolonie jsou monogamní. V přehuštěných koloniích se stává, že dominantní samci odmítají své soky k rozmnožování pustit. Jednotlivé rodiny mají v rámci kolonie svá teritoria, tvořená norou a jejím okolím. Značkují si je močí a sekretem pachových žláz.
Na území kolonie si králíci budují nory, které mohou být vzájemně propojené. Nory nejsou příliš hluboké, ale tvoří pod zemí rozvětvený labyrint s únikovými východy a větracími šachtami. Pokud má králice mláďata a musí na čas opustit noru, pak její vchod ucpe zátkou z trávy a listů. Všichni králíci v kolonii odkládají trus na oddělené místo, jakousi latrínu. Králíci mají bystré smysly, hlavně sluch a zrak. V nebezpečí divocí králíci varují dupáním zadníma nohama.

## Rozmnožování

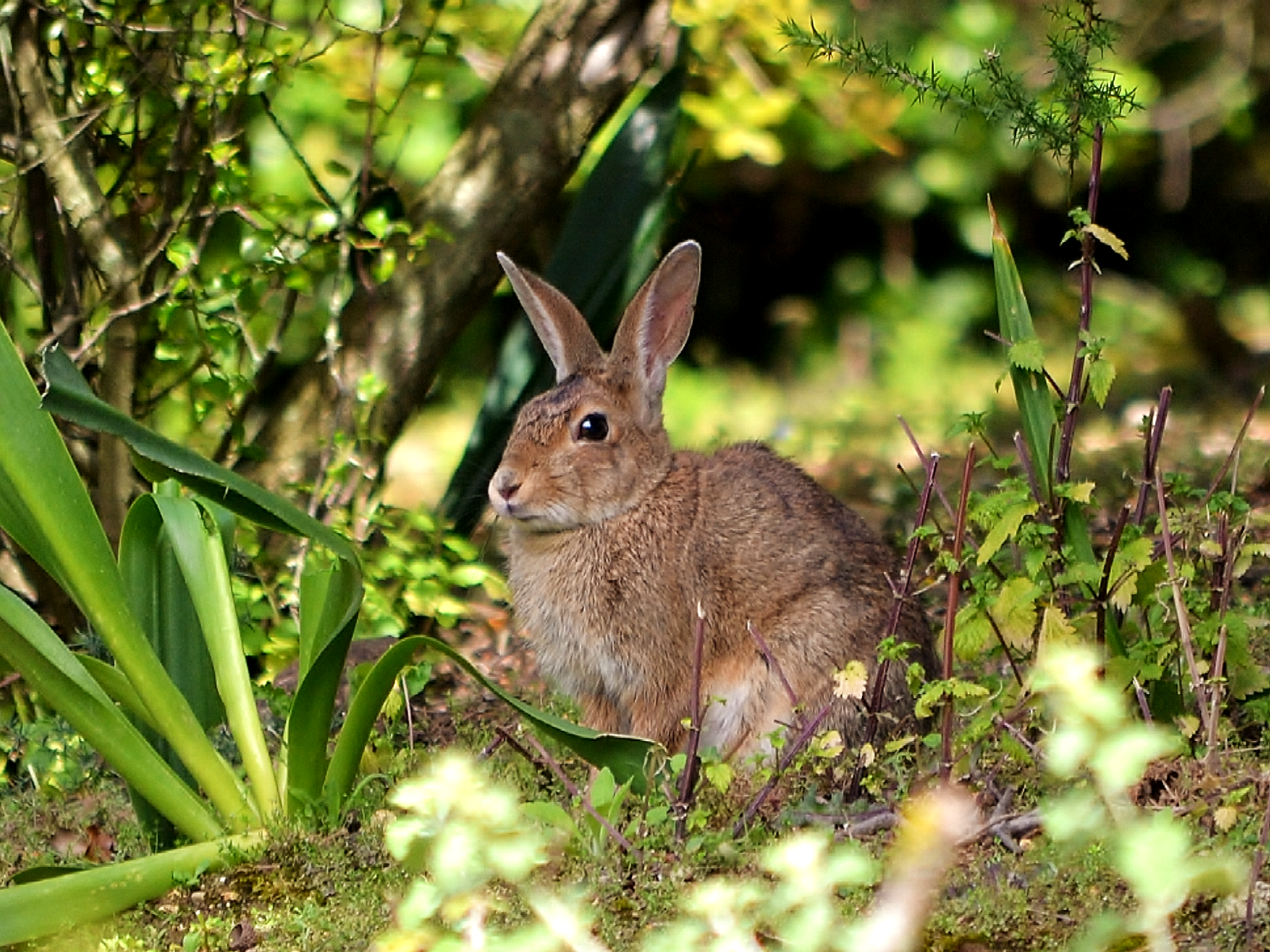
Samice v Portugalsku

Králík divoký se vyznačuje mimořádnou plodností. Samice rodí třikrát až pětkrát ročně 6 až 12 mláďat. Březost trvá 31 dnů. Mláďata se rodí holá a slepá (nidikolní typ), oči se jim otevřou až 10 dní po narození. Matka o ně pečuje tři týdny v podzemní noře vystlané srstí. Po měsíci se osamostatňují a ve věku 6–8 měsíců pohlavně dospívají. Králík se může dožít 10 let, ale v přírodě jen málo z nich přežije druhý rok, také ztráty na mláďatech jsou vysoké. Zvláště v letech s vlhkým a chladným jarem se králíkům podaří vyvést málo mláďat.

## Potrava
Králíci jsou býložraví. Přes léto se živí zelenými částmi rostlin, trávou, hlízami a oddenky. V zimním období s oblibou loupe kůru stromů a keřů. Proto může způsobit značné škody v lesních porostech i ovocných sadech poblíž kolonie. Zvláště obtížní mohou být králíci ve vinohradech.

## Domestikace
Domestikací králíka divokého vznikl na konci starověku v prostředí jihoevropských klášterů králík domácí. Mniši králíky chovali hlavně proto, že jejich neosrstěná mláďata pokládali za postní jídlo. Ve středověku se králící často chovali ve stájích a chlévech jako živá hračka pro děti. Jejich maso se však jedlo ve větší míře jen ve Francii a Španělsku, do Německa a Českých zemí se chov králíků pro maso rozšířil až v 19. stol. po napoleonských válkách. Např. v Rusku se králičí maso dodnes moc nejí. Od 17. století byla vyšlechtěna četná plemena králíků chovaná obvykle v malochovech pro maso, kůži nebo srst (angorský králík) či jako domácí mazlíčci. Plemena domácích králíků se od sebe liší velikostí, zbarvením, strukturou srsti a někdy též tvarem těla (např. postavením a délkou uší).